# 西湖溪
西湖溪，舊稱打哪叭溪，是台灣苗栗縣中西部的一條河流。主流發源於三義鄉雙潭村海拔889米的關刀山北麓，其支流水尾溪則發源於海拔548米的祭凸山北麓，兩者於三義街區北側匯合後，經銅鑼鄉、西湖鄉，於後龍鎮北流注入臺灣海峽。
西湖溪流域面積約有110平方公里，總長度約為32公里。

## 水系主要河川
以下由下游至源頭列出西湖溪水系主要河川，其中粗體字為主流河道。 
- 西湖溪：苗栗縣後龍鎮、西湖鄉、銅鑼鄉、三義鄉
  - 楓樹溪：西湖鄉
  - 斧頭坑溪：西湖鄉
  - 龍洞溪：西湖鄉
    - 船底窩溪：西湖鄉

  - 水尾溪：三義鄉
  - 烏眉溪：三義鄉
    - 重河溪：三義鄉
    - 雙潭溪：三義鄉
    - 深水坑溪：三義鄉

## 主要橋樑
以下由河口至源頭列出主流上之主要橋樑：

### 西湖溪河段
- 下三叉河橋（台鐵西部幹線（海線））[2][3]
- 西湖溪橋（省道台61線）
- 福和大橋
- 四湖橋（省道台1線）
- 國道3號西湖溪橋（國道3號）
- 高鐵西湖溪橋（台灣高鐵）
- 龍壽橋（鄉道苗35線）
- 五湖橋
- 永樂橋（鄉道苗34線）
- 法龍橋
- 竹森橋（縣道128號）
- 九湖大橋、通九大橋（鄉道苗38-1線）
- 朝森橋
- 樟九大橋（鄉道苗38線）
- 第一三叉河橋（台鐵西部幹線（山線））[2]
- 竹盛大橋
- 長潭一橋
- 第二三叉河橋（台鐵西部幹線（山線））[2][3]
- 雙湖橋（鄉道苗48線）
- 三興橋

### 烏眉溪河段
- 三義一橋（省道台13線）
- 雙連潭橋（台鐵西部幹線（山線））[2]
- 便道橋
- 國道1號西湖溪橋（國道1號）
- 雙潭一橋
- 義潭橋（縣道130號）
- 廣潭橋（縣道130號）
- 雙潭橋（縣道119號）
- 聖潭橋
- 紹興橋
- 石峎橋
- 萬壽橋（縣道130號）
- 雙勝橋（深水農路）
- 翠澄橋（縣道130號）
- 萬興橋（縣道130號）